# Hermes Sanctorum
Hermes Sanctorum, geboren als Hermes Sanctorum-Vandevoorde (Jette, 7 mei 1981), is een voormalig Belgisch politicus en huidig Chief Executive Officer bij het bedrijf Paleo.

## Levensloop
Sanctorum studeerde in 2004 af als bio-ingenieur in de scheikunde, optie voedings- en milieutechnologie aan de Vrije Universiteit Brussel. Van 2004 tot 2009 werkte als wetenschappelijk onderzoeker aan deze universiteit en in 2009 promoveerde hij aan de VUB tot doctor in de bioingenieurswetenschappen met een proefschrift over dioxineconcentraties in waterlopen. Hij is de zoon van cultuurfilosoof Johan Sanctorum.
Hij werd politiek actief voor de groene partij Agalev, het latere Groen. In zijn toenmalige woonplaats Overijse werd hij in oktober 2000 verkozen tot gemeenteraadslid. Van 2001 tot 2006 was hij er schepen. In 2008 trad hij af gemeenteraadslid wegens zijn verhuizing naar Herent.
Bij de rechtstreekse Vlaamse verkiezingen van 7 juni 2009 werd Sanctorum voor Groen verkozen in de kieskring Vlaams-Brabant. Ook na de volgende Vlaamse verkiezingen van 25 mei 2014 bleef hij Vlaams volksvertegenwoordiger. Tot september 2016 had hij zitting in de commissie Leefmilieu, Natuur en Ruimtelijke Ordening, die tot 2014 tevens bevoegd was voor Onroerend Erfgoed en vanaf 2014 was belast met Energie en Dierenwelzijn. Daarnaast was hij in de legislatuur 2009-2014 plaatsvervangend lid van de commissies Woonbeleid, Stedelijk Beleid en Energie, Brussel en Vlaamse Rand en Landbouw, Visserij en Plattelandsbeleid. Tussen eind april 2015 en midden november 2016 was hij ook lid van de vernieuwde Senaat als deelstaatsenator aangewezen door het Vlaams Parlement in opvolging van Wouter Van Besien.
Voorts werd hij bestuurder bij Lipsius vzw en secretaris van Creola vzw. Hij is ook bestuurder geweest van Instituut Samenleving en Technologie.
In september 2016 stapte Sanctorum uit zijn partij. Sanctorum wilde een totaalverbod voor onverdoofd slachten van dieren en vond dat zijn partij dit standpunt niet genoeg nastreefde uit electorale overwegingen. Sindsdien zetelde hij als onafhankelijke in het Vlaams Parlement. Hierdoor verloor hij zijn mandaat van deelstaatsenator. Mede hierdoor publiceerde hij in 2018 het boek Eigen soort eerst, waarin hij pleit voor een betere uitvoering voor de rechten van het dier. Bij de Vlaamse verkiezingen van mei 2019 stelde hij zich geen kandidaat meer. 
Na zijn politieke loopbaan werd Sanctorum in 2018 zaakvoerder van een consultancybureau dat zich bezighoudt met technologie en dierenwelzijn. Sinds 2020 is Sanctorum Chief Executive Officer van Paleo, een bedrijf dat, via precisiefermentatie, dierlijke heem-eiwitten maakt zonder dieren om op basis daarvan vleesproducten te ontwikkelen.
In 2021 werd hem toestemming verleend zijn achternaam te veranderen van Sanctorum-Vandevoorde in Sanctorum.
- International Standard Name Identifier: 0000 0004 7235 5417
- Library of Congress Control Number: n2020065696
- Nederlandse Thesaurus van Auteursnamen: 420756329
- Virtual International Authority File: 7282154387154530970006